# Еміліо Бетті
Еміліо Бетті (італ. Emilio Betti; 1890 — 1970) — італійський правознавець, філософ. Найбільше відомий за свій внесок в герменевтику.

## Біографія
У 21 рік закінчив юридичний факультет Пармського університету, в 23 роки — факультет гуманітарних наук там же. Потім рік викладав у середній школі, після чого отримав право читати лекції в Пармському університеті. У 1917 році став професором в Університеті Камеріно. У 1918—1960 роках викладав право в різних університетах Італії (в Мачераті, Мессіні, Римі, Пармі, Флоренції, Мілані), також в якості запрошеного професора читав курси в найбільших університетах Європи. У 1960 році формально вийшов у відставку, в 1965 році став почесним професором і в останні роки життя викладав право в Папському Латеранському університеті.
З 1919 року був відомий своєю підтримкою італійського фашизму. Під час правління Муссоліні вважався авторитетним юристом і в 1942 році був одним з головних авторів Цивільного кодексу Італії. У 1944 році був заарештований новою владою в Камеріно і близько місяця провів у в'язниці. У серпні 1945 року був відданий під суд і усунений від викладання, проте в ході судового процесу виправданий. За своє життя написав понад 300 робіт з юриспруденції, римського права і герменевтики.